# بنك الأصوات
بنك الأصوات (بالإنجليزية: votebank أو vote-bank أو vote bank) هو كتلة موالية من الناخبين من مجتمع واحد، والتي تدعم باستمرار مرشحًا أو فريقًا سياسيًا بعينه في الانتخابات الديمقراطية. ومثل هذا السلوك غالبًا ما يكون نتيجة لتوقع فوائد حقيقية أو متخيلة من التشكيلات السياسية، والتي تكون في كثير من الأحيان على حساب طوائف أخرى.
سياسة بنك الأصوات هي ممارسة إنشاء بنوك الأصوات والمحافظة عليها من خلال سياسات تقسيمية. ونظرًا لأن هذا النوع من السياسات يشجع الناخبين على التصويت على أساس اعتبارات طائفية ضيقة، والتي تكون في كثير من الأحيان ضد بصيرتهم، فإنه يُعتبر معاديًا للديمقراطية.
وقد تمت صياغة هذا المصطلح في الهند، حيث تُعتبر ممارسة سياسة بنك الأصوات منتشرة. ومنذ ذلك الحين، انتشرت في دول آسيوية أخرى بها أعداد كبيرة ناطقة بالإنجليزية.

## أصل المصطلح
تم استخدام مصطلح بنك الأصوات لأول مرة من قِبل اختصاصي علم الاجتماع الهندي المعروف إم إن سرينيفاس (الذي صاغ أيضًا مصطلحي Sanskritisation والطائفة السائدة (dominant caste))، في بحثه المنشور عام 1955 بعنوان النظام الاجتماعي لقرية ميسور (he Social System of a Mysore Village). وقد استخدم المصطلح في سياق التأثير السياسي الذي يمارسه الراعي على العميل. وفي وقت لاحق، تم استخدام المصطلح من قِبل إف جي بايلي، أستاذ علم الإنسان في جامعة كاليفورنيا، سان دييغو، في كتابه المنشور عام 1959 السياسة والتغيير الاجتماعي (Politics and Social Change)، للإشارة إلى التأثير الانتخابي لزعيم الطائفة. وهذا هو الاستخدام الذي أصبح منذ ذلك الحين شائعًا.
وعلى الرغم من أن المصطلح يشير في الأصل إلى التصويت عبر الطوائف، إلا أنه امتد ليصف بنوك الأصوات القائمة على الخصائص المجتمعية الأخرى مثل الديانة واللغة.